# Pyykösjärvi
Pyykösjärvi är en sjö i Finland. Den ligger nära Uleåborgs universitetsområde i kommunen Uleåborg i landskapet Norra Österbotten, i den centrala delen av landet, 500 km norr om huvudstaden Helsingfors. Pyykösjärvi ligger 12,8 meter över havet. Arean är 1,46 kvadratkilometer och strandlinjen är 5,76 kilometer lång. Sjön  ingår i Bottenvikens kustområde.   I närheten ligger också sjön Kuivasjärvi.